# 杨明漪
杨明漪（西元 1889年－1939年），名湲，字明漪，山东历城人。青年时中秀才，是清末最后一次科考的第一名，其学识渊博，凡经史子集、书法金石、佛学、武术，多所涉猎。并参与辛亥革命活动。为逃避追捕，匿居天津。著有《胡然集》、《近今北方健者传》（又称《拳勇见闻录》）一九二三年济南含英斋出版。

## 著作
著有《胡然集》、《近今北方健者传》（又称《拳勇见闻录》）。